# Omar Larrosa
Omar Ruben Larrosa (* 18. November 1947 in Lanús) ist ein ehemaliger argentinischer Fußballspieler, der mit der Nationalmannschaft seines Heimatlandes an der Fußball-Weltmeisterschaft 1978 teilnahm und dabei den Titel gewann.

## Karriere

### Vereinskarriere
Omar Larrosa begann seine fußballerische Laufbahn bei den Boca Juniors in Argentiniens Hauptstadt Buenos Aires. Nach nur wenigen Spielen bei Boca verließ Larrosa, der aus Lanús, einer Stadt in der Provinz Buenos Aires stammte, den Verein und schloss sich den Argentinos Juniors, ebenfalls aus der Hauptstadt, an. Nach einem Jahr bei den Argentinos Juniors kehrte er 1970 zu seinem alten Verein zurück. Mit den Boca Juniors gewann Omar Larrosa 1970 seine erste Meisterschaft in Argentinien, im Endspiel des Nacionalwettbewerbs gegen Rosario Central wurde er jedoch nicht eingesetzt. Nach dieser Spielzeit wechselte Larrosa nach Guatemala zu CSD Comunicaciones, von wo aus er nach einem weiteren Jahr nach Buenos Aires zurückkehrte und von da an für CA Huracán spielte. In seiner zweiten Saison bei Huracán, wo er unter anderem zusammen spielte mit Alfio Basile und Miguel Brindisi, gewann Larrosa seine zweite argentinische Fußballmeisterschaft, der Gewinn des Metropolitanowettbewerbs 1973 ist bis heute der einzige Titelgewinn von CA Huracán. Insgesamt blieb Omar Larrosa bis 1976 bei Huracán, ehe er sich CA Independiente aus Avellaneda, einem industriellen Vorort von Buenos Aires, anschloss. Mit Independiente, das damals zu den besten Teams Südamerikas zählte, holte Larrosa insgesamt zwei Titel. 1977 wurde er an der Seite von Spielern wie Ricardo Bochini, Enzo Trossero oder Daniel Bertoni Meister im Nacional vor CA Talleres de Córdoba, 1978 gewann man erneut diesen Wettbewerb, diesmal vor CA River Plate. 1980 endete Larrosas Engagement bei Independiente und er ging zu CA Vélez Sársfield. Nach nur einem Jahr dort wechselte er zu CA San Lorenzo de Almagro, wo er 1981 seine Karriere beendete. Seine letzte Saison endete mit dem erstmaligen Abstieg von CA San Lorenzo aus der Primera División. Nachdem er sich danach für lange Zeit aus dem Fußballgeschäft verabschiedet hatte, wurde er 2010 Assistent bei seinem alten Verein Boca Juniors.

### Nationalmannschaft
In der argentinischen Fußballnationalmannschaft absolvierte Omar Larrosa zwischen 1977 und 1978 elf Länderspiele. Von Argentiniens Nationaltrainer César Luis Menotti wurde er ins Aufgebot der Südamerikaner für die Fußball-Weltmeisterschaft 1978 im eigenen Land nominiert. In einer Mannschaft mit Weltstars wie Mario Kempes, Daniel Passarella und Osvaldo Ardiles hatte Larrosa jedoch eher die Rolle eines Reservisten. Er wurde nur in zwei Spielen eingesetzt. Sein erstes Spiel bei dem Turnier war das 6:0 gegen Peru in der Zwischenrunde, wo er die gesamte Spielzeit auf dem Platz stand. Im Endspiel gegen die Niederlande im Estadio Monumental von Buenos Aires wurde er zum zweiten Mal eingesetzt. In der 65. Spielminute wurde er beim Spielstand von 1:0 für Argentinien für Ardiles eingewechselt. Am Ende siegten die Argentinier mit 3:1 nach Verlängerung, nachdem Dick Nanninga in der 82. Minute die Führung durch Kempes egalisiert hatte. In der Verlängerung sorgten dann erneut Kempes und Daniel Bertoni für den Sieg der Gastgeber, die damit erstmals Fußballweltmeister wurden.